# Année de confusion
L'année de confusion ou année de la confusion correspond à 708 A.U.C. (Ab Urbe condita) dans le calendrier romain (soit 46 av. J.-C.), qui précéda le début du calendrier julien de Jules César en 709 A.U.C.

## Témoignage historique
Selon Censorin, l'année 708 A.U.C. compta 445 jours répartis en quinze mois, soit 90 jours de plus qu'une année ordinaire de 355 jours (23 jours en février, Mercedonius, et 67 jours supplémentaires), cela afin de compenser le décalage pris au fil du temps entre le calendrier romain et l'année tropique,.